# Nathalie (voornaam)
Nathalie is een meisjesnaam.
De naam is afgeleid van de naam Natalia. Dit is afgeleid van het Latijnse dies natalis wat "geboortedag" betekent. Het verwijst in oorsprong naar de geboortedag van Christus. Het wil dus zoveel zeggen als "geboren op 25 december".
Varianten op de naam zijn Natalie, Natali en Natalee.

## Bekende naamdraagsters
- Nathalie Baartman, Nederlandse cabaretière
- Natalie Bassingthwaighte, Australische actrice en zangeres
- Natali Broods, Belgische actrice
- Natalie Cole, Amerikaanse zangeres
- Nathalie de Rooij, Nederlandse politica
- Nathalie De Vos, Belgische atlete
- Nathalie Dechy, Franse tennisster
- Natalia Druyts, Belgische zangeres
- Natalie Imbruglia, Australische actrice en zangeres
- Natalia Kowalska, Poolse autocoureur
- Nathalie Loriers, Belgische jazzpianiste
- Natalie Merchant, Amerikaanse zangeres
- Nathalie Meskens, Belgische actrice
- Natalia Poklonskaja, procureur van de Republiek van de Krim
- Natalie Portman, Israëlisch-Amerikaanse actrice
- Natalie Schafer, Amerikaanse actrice
- Nathalie Wijnants, Belgische actrice
- Natalie Wood, Amerikaanse actrice